# Gentianella yabei
Gentianella yabei là một loài thực vật có hoa trong họ Long đởm. Loài này được (Takeda & Hara) H.Hara ex Satake mô tả khoa học đầu tiên năm 1959.